# Tutto l'amore che ti manca
Tutto l'amore che ti manca è un album in italiano di Julio Iglesias, uscito nel 1987 su etichetta CBS.
L'album, che fu prodotto da Ramón Arcusa, prende il nome dall'omonima canzone (versione italiana di Todo el Amor Que Te Hache Falta) e contiene 10 brani (tra cui Un uomo solo, versione italiana di Un hombre solo), alcuni dei quali sono le versioni in italiano dei brani contenuti nell'album Un hombre solo (1987).
Gli arrangiamenti sono stati curati da Ramón Arcusa e le versioni italiane dei testi da Gianni Belfiore.

## Tracce
Lato 1: 
1. Un padre come me (G. Belfiore – M. Panzer – R. Arcusa) 4:08
2. Tutto l'amore che ti manca (Todo el amor que te hace falta) (G. Belfiore – M. Alejandro – A. Magdalena) 4:40
3. America (G. Belfiore – M. Panzer – R. Arcusa) 4:30
4. Evadendomi (G. Belfiore – M. Alejandro – S. Beigbeder) 3:52
5. Il miele in corpo (G. Belfiore – M. Panzer – R. Arcusa) 3:18

Lato 2: 
1. Se mi dai una mano tu (G. Belfiore – L. Gardey) 4:03
2. Innocenza selvaggia (G. Belfiore – M. Alejandro – S. Beigbeder) 4:20
3. Compagna antagonista (G. Belfiore – D. J. Chacón – R. Arcusa) 4:08
4. Un uomo solo (Un hombre solo) (G. Belfiore – M. Alejandro – S. Beigbeder) 3:53
5. Se vuoi continuare così (G. Belfiore – M. Alejandro – A. Magdalena) 4:08